# Чурганова, Валерия Григорьевна
Вале́рия Григо́рьевна Чурганова (5 июля 1931, Богородицк, Тульская область — 28 апреля 1998, Мытищи, Московская область) — советский и российский лингвист.

## Биография
Её отец был землеустроителем, был на фронте, умер в 1945 г. сразу после войны, мать — учительница русского языка и литературы в старших классах средней школы № 3 в г. Богородицке, умерла в 1985 г. в Москве.
В 1938 г. поступила в среднюю школу № 1 в г. Богородицке и окончила её в 1948 г. с золотой медалью.
В 1941 г. была там же в немецко-фашистской оккупации.
Окончила также Богородицкую музыкальную школу, класс фортепиано.
В 1948 г. стала студенткой филологического факультета Московского ордена Ленина государственного университета им. М. В. Ломоносова, и окончила его в 1953 г., получив специальность «научный работник в области филологии и преподаватель ВУЗа» (диплом с отличием). Тема дипломной работы «Употребление времен в придаточных предложениях (на материале Ипатьевской летописи)». Научный руководитель — проф. П. С. Кузнецов. Рецензент — доцент К. В. Горшкова.
Была оставлена в аспирантуре при кафедре русского языка. Научный руководитель — проф. П. С. Кузнецов.  В 1957 г. окончила аспирантуру. Диссертация была написана («Consecutio temporum» в древнерусском языке), но она не стала её защищать вследствие отрицательного отзыва мужа (что материал не показывает ничего существенного в пользу гипотезы о наличии c. t. в древнерусском).
В личном листке по учету кадров записала: «читаю: по-немецки, французски, чешски, болгарски, польски и др. славянских языках».
В 1945 г. была принята в комсомол. В 1948 г. за выполняемую общественную работу была награждена грамотой ЦК ВЛКСМ. Будучи студенткой, работала агитатором, старостой студенческой группы. В годы аспирантуры выполняла обязанности профорга кафедры и была прикрепленной к русской лингвистической секции НСО.
В течение 1954—1956 гг. по поручению кафедры вела занятия по русскому языку со студентами I и II курсов филологического факультета, а в 1957 г. — на курсах для поступающих на гуманитарные факультеты МГУ.
1958—1963 преподаватель русского языка для иностранцев. 1958/59 учебный год работала преподавателем подготовительного факультета на почасовой оплате. Объём выполненной преподавательской работы составляет 409 часов. В 1960/61 г также работала преподавателем (198 часов), в конце 1960 г. зачислена штатным преподавателем подготовительного факультета, в начале 1961 г. переведена на должность старшего преподавателя. В 1963 г. согласно личной просьбе отчислена.
Работала в Университете дружбы народов им. Патриса Лумумбы. В 1963 г. — преподаватель кафедры русского языка и его истории. Работала там до 1966 г.
В 1966 г. перевелась в Институт русского языка АН СССР на должность научно-технического сотрудника с последующим прохождением по конкурсу. Была утверждена в должности младшего научного сотрудника.
В 1967 г. вместе с рядом сотрудников ИРЯ подписала письмо против нарушений законности на политическом процессе Галанскова — Гинзбурга и потом (как и ряд её коллег) отказывалась «снять» свою подпись. С 1968 г. в ИРЯ началась широкая кампания по увольнению неблагонадежных, в первую очередь подписантов, и за несколько лет были уволены практически все, не снявшие подписей. Но друживший с В. Г. С. Г. Бархударов защитил её от увольнения из Института русского языка; благодаря его покровительству в 1972 г. Институт даже издал её книгу (в 1973 году). В 1974 г. (28 ноября) она защитилась в ИРЯ. Оппонентами были Т. В. Булыгина и А. А. Зализняк.
В 1975—1976 гг. у неё возник конфликт с Г. А. Богатовой и некоторыми другими членами коллектива Словаря русского языка XI—XVII вв., поскольку она очень критично относилась к их деятельности и обращала их внимание на рецензии Х. Ланта и А. В. Исаченко (выступила на заседании сектора). Богатова же называла эти рецензии «антисоветскими выпадами». Директор института Ф. П. Филин посоветовал Чургановой уволиться по собственному желанию, чтобы избежать «волчьего билета». В 1977 г. освобождена от занимаемой должности по ст. 31 КЗоТ РСФСР («по собственному желанию»).
В том же году зачислена на должность старшего преподавателя на кафедру русского языка филологического факультета МГУ. В 1988 г. была уволена в связи с выходом на пенсию.
Умерла 28 апреля 1998 года. Похоронена на Волковском кладбище (Мытищи).

## Семья
Муж — В. А. Дыбо, дочь — А. В. Дыбо, лингвисты.

## Основные работы
1. Рецензия на кн.: V. Klepko, A Practical Handbook on Stress in Russian (рецензия) // «Русский язык в национальной школе», 1964, № 1.
2. О предмете и понятиях фономорфологии (морфонологии) // Изв. АН СССР, серия литературы и языка, 1967, № 4.
3. К морфонологии русского глагола // Изв. АН СССР, серия литературы и языка, 1970, № 4.
4. Вокализация именной основы в русском языке // Изв. АН СССР, серия литературы и языка, 1971, № 6.
5. Очерк русской морфонологии (конспект) // «Проблемная группа по экспериментальной и прикладной лингвистике. Предварительные публикации», вып. 000. М., 1971.
6. Очерк русской морфонологии (монография)М.: Наука, М., 1973.
7. К истории словообразования диминутивов в русском языке // Вопросы исторической лексикологии и лексикографии восточнославянских языков (К 80-летию члена-корреспондента АН СССР С. Г. Бархударова); АН СССР, Институт русского языка М.: Наука, 1974.
8. Морфонология и история языка // Тезисы конференции по морфонологии, 1974.
9. Словарные статьи для словаря древнерусского языка XI—XVII вв.:
  1. «осѣняльный — остряд»
  2. «отпадение — отречи»
  3. «подставка — поединщик»
  4. «потбшиити — походный»
  5. «пренабудить — прехождати»
  6. «поискати — поклеп»
  7. «постав — потешение»
  8. «права — правыни»
  9. «прекий — престрашный»
10. Аннотация на книгу «Очерк русской морфонологии» // РЖ
11. О морфонологическом уровне и понятии субморфа // Тезисы рабочего совещания по морфеме (ноябрь 1980 г.), «Наука», Главная редакция восточной литературы, 1980.
12. К морфонологии деминутивного словообразования в славянском // Сопоставительное изучение словообразования славянских языков (тезисы международного симпозиума), М., 1984.